# WIN 엔터테인먼트 센터
WIN 엔터테인먼트 센터(WIN Entertainment Centre)는 오스트레일리아 뉴사우스웨일스주 울런공에 위치한 실내 경기장이다. NBL 일라와라 호크스의 홈 경기장으로 사용되고 있다.